# Nazmi Gripshi
Nazmi Gripshi (ur. 5 lipca 1997 w Durrës) – albański piłkarz, były członek albańskich reprezentacji U-19 i U-21.